# Catocala nebraskae
Catocala nebraskae är en fjärilsart som beskrevs av Carroll William Dodge 1875. Catocala nebraskae ingår i släktet Catocala och familjen nattflyn. Inga underarter finns listade i Catalogue of Life.

## Bildgalleri

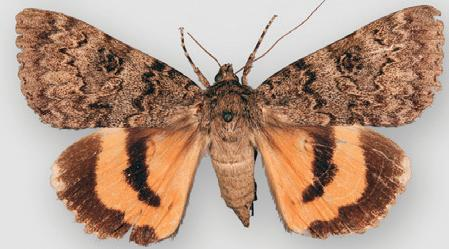
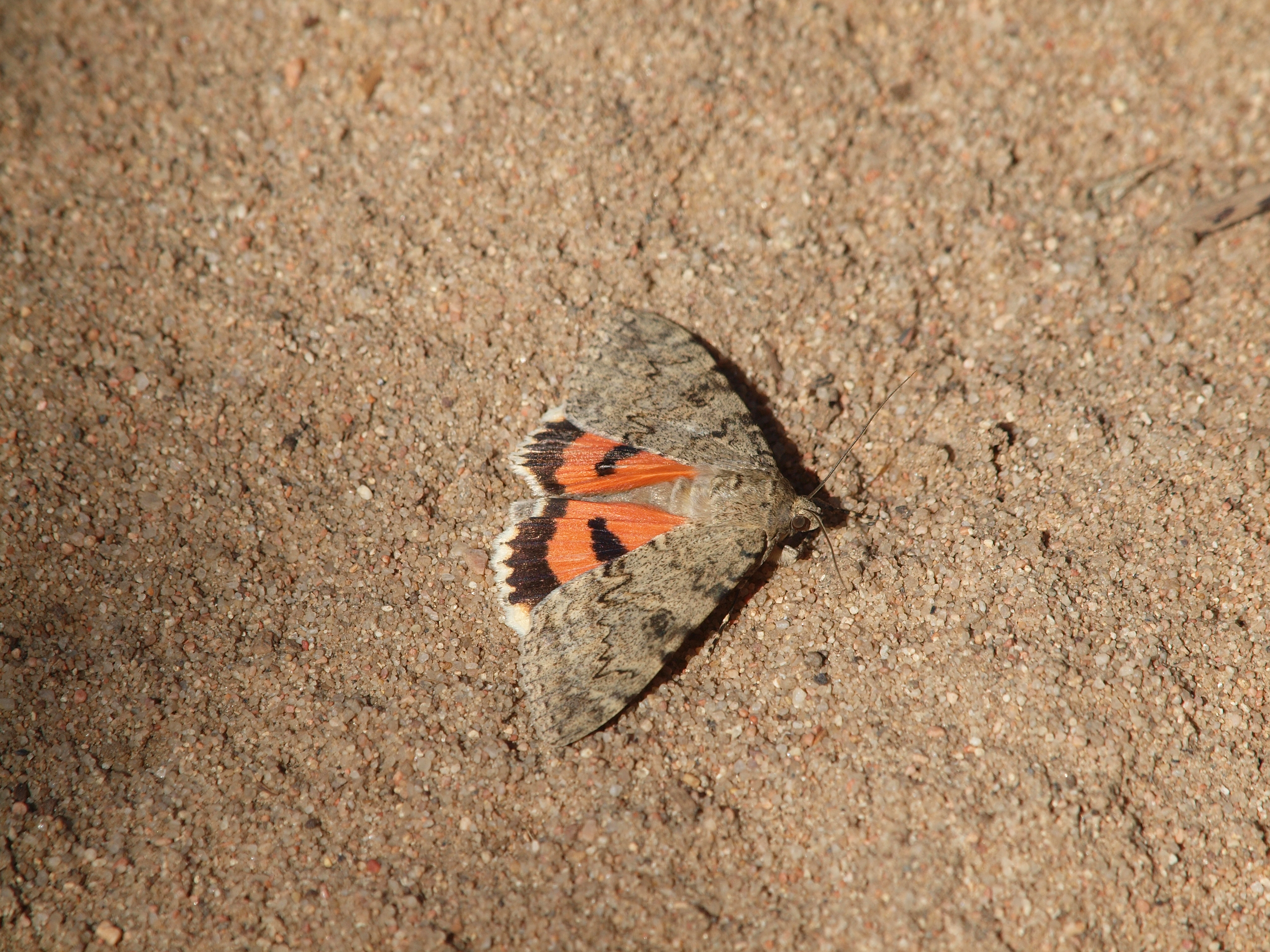